# Scotobleps gabonicus
Scotobleps gabonicus là một loài ếch thuộc họ Arthroleptidae. Nó là đại diện duy nhất của chi Scotobleps.
Loài này có ở Cameroon, Cộng hòa Congo, Cộng hòa Dân chủ Congo, Guinea Xích Đạo, Gabon, Nigeria, và có thể cả Angola.
Môi trường sống tự nhiên của chúng là rừng ẩm vùng đất thấp nhiệt đới hoặc cận nhiệt đới.
Chúng hiện đang bị đe dọa vì mất môi trường sống.